# Momir Petković
Momir Petković (Serbia, Yugoslavia, 21 de julio de 1953) es un deportista yugoslavo retirado especialista en lucha grecorromana donde llegó a ser campeón olímpico en Montreal 1976.

## Carrera deportiva
En los Juegos Olímpicos de 1976 celebrados en Montreal ganó la medalla de oro en lucha grecorromana de pesos de hasta 82 kg, por delante del luchador soviético Vladimir Cheboksarov (plata) y del búlgaro Ivan Kolev (bronce).